# Francisco de Aranaz Darrás
Francisco de Aranaz Darrás (San Sebastián 1917 - San Sebastián 2010) fue un anticuario y promotor cultural español destacando su colaboración en la creación del Festival de Cine de San Sebastián.
El Ayuntamiento de San Sebastián le concedió la medalla al mérito ciudadano en el año 1995 en reconocimiento a su labor.

## Biografía y trayectoria profesional
Nació en el caserío Bera - Bera de Ayete en San Sebastián (España) el 1 de mayo de 1917. Inició su actividad profesional en 1944 como interiorista y anticuario en un comercio del barrio de Gros de San Sebastián.
En 1949 inauguró las salas de arte Aranaz Darrás siendo cuadros del pintor Pablo Uranga los primeros en exponerse.
En 1950 organizó  el Certamen de Navidad, un concurso de pintura que adquirió gran relevancia, cuya primera edición se celebró en 1950.
Algunos de los ganadores de éste certamen fueron  Ascensio Martiarena, Ricardo Baroja, Miguel Ángel Álvarez, Antonio Valverde, María Paz Jiménez , Gonzalo Chillida o Amable Arias.
En 1952, junto con un grupo de comerciantes de la ciudad agrupados en la Federación Mercantil crearon la  Semana Internacional de Cine de San Sebastián, con tal éxito que las instituciones decidieron darle continuidad a partir del año siguiente.
Una vez que las instituciones se hicieron cargo del Festival,  siguió vinculado quince años con el certamen como decorador.
Francisco de Aranaz Darrás recibió la Medalla al Mérito Ciudadano en 1995 por su participación en la creación del Festival de Cine de San Sebastián y por sus actividades culturales que permitieron que muchos de los artistas locales comenzaran su carrera gracias al apoyo que les daba al exponer en su galería o por los certámenes que realizó.
Fue un gran defensor del Museo San Telmo en todas sus facetas y falleció en San Sebastián en el año 2010.